# Pommes soufflées

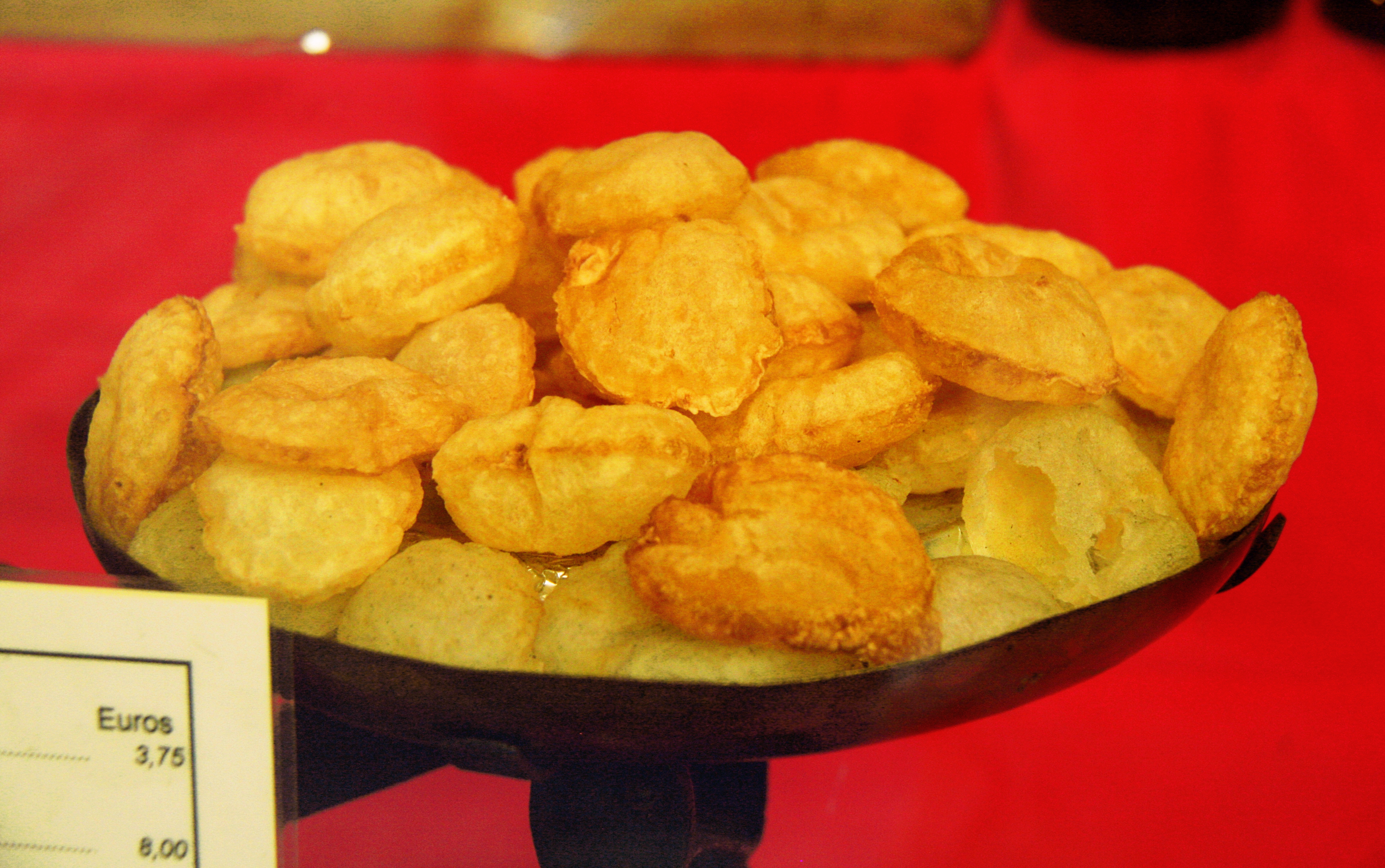
Pommes soufflées.

Les pommes soufflées sont des pommes de terre coupées en tranches de 3 mm, frites dans deux bains successifs, le premier moyennement chaud (135 °C, 275 °F), le second bien chaud (190 °C, 380 °F) ce qui les fait gonfler en coques légères et appétissantes,.
Elles sont servies en accompagnement de plats de viande ou de poisson.

## Les légendes des pommes soufflées
Les pommes de terre soufflées semblent nées mi-XIXe siècle et donnent lieu à une construction de légendes.

### Les frites du docteur Velpeau
En 1858, elles sont une spécialité du Café des Variétés. La Revue littéraire du Monde illustré indique que la recette n'est pas complètement divulguée en 1867, son auteur dit que le Café Voltaire aurait une légende à propos de son origine. En 1875, Paul Brébant explique dans Le Figaro qu'elles sont nées vers 1845é À cette époque, le médecin chef de La Pitié refusa des pommes de terre frites en tranches contraires à ses frites habituelles au Café de l'Univers. Le cuisinier, Pierre Bonivet (Bonnivet ?) les remet dans la friture pour ne pas les perdre et, miracle, elles soufflent. À la suite du courrier des lecteurs, Le Figaro du 31 janvier 1875 donne des précisions : le « chirurgien maniaque » en question est Alfred Velpeau et les pommes recuites soufflées ont été servies au docteur Piédagnel qui déjeunait avec un de ses internes. Origine répétée par Louis Loire en 1879, puis dans la presse en 1894 avec une modification de la date présumée (vers 1850),. En 1898, il n'y a plus de secret des pommes soufflées, le détail des bains de friture est donné par la presse et on les doit, dit-on, au docteur Velpeau. La légende est vivace, on la trouve toujours dans Le Radical en 1921.

### Le retard du train

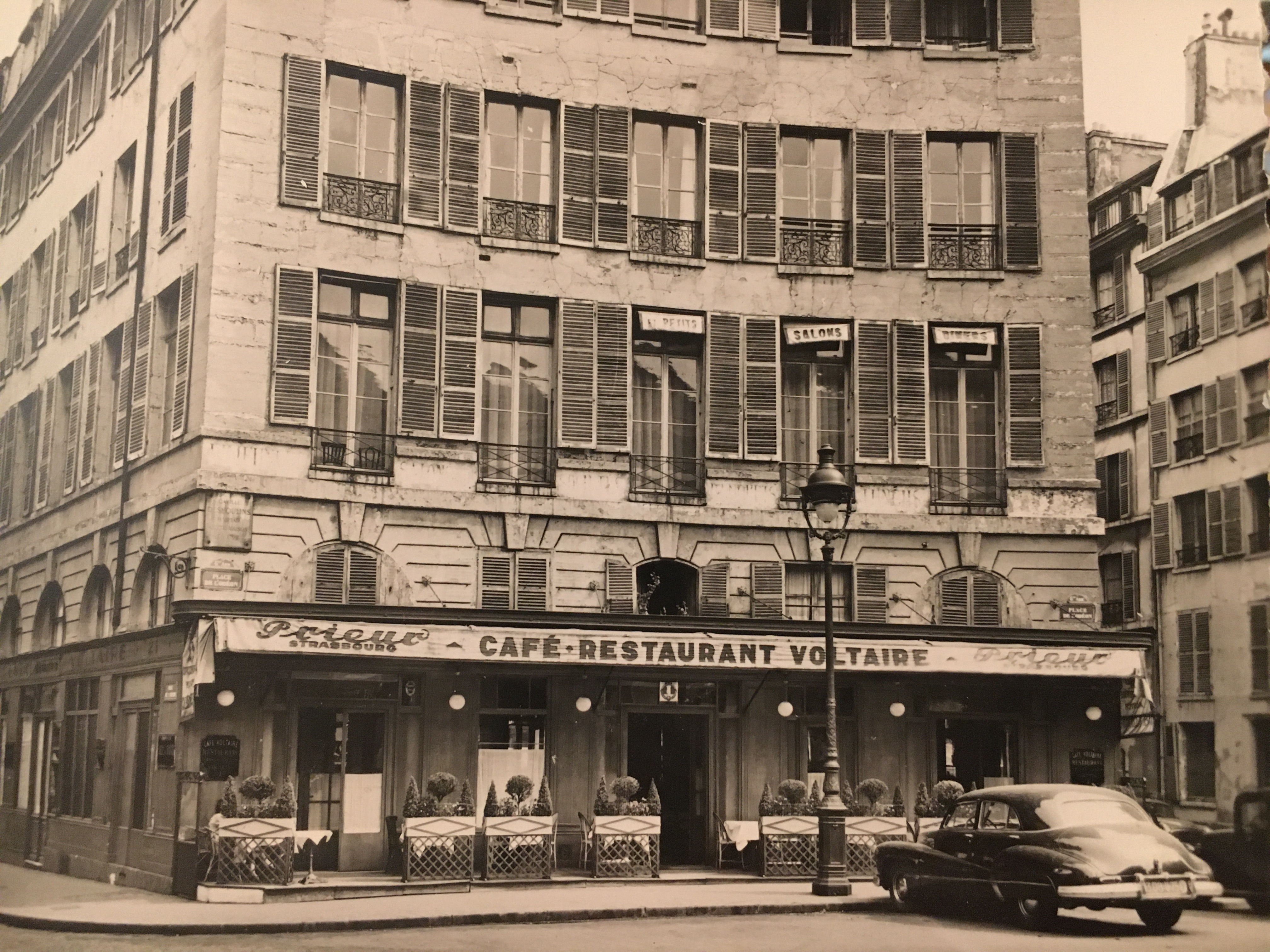
Le Café Voltaire aurait eu une légende en 1867 à propos de l'origine des pommes soufflées.

Mille neuf cent huit est l'année de la propagation de la version retard de train : en mai, dans ses Propos de table, tante Rosalie dit que c'est à l'occasion d'un retard de train lors de l'inauguration de la ligne de chemin de fer Paris-Versailles que naquit la double friture. Le Petit Troyen reprend la nouvelle et parle d'un grand gala et de personnalités de marque. Puis La Croix de l'Aube, quatre mois plus tard situe l'invention à l'inauguration de la première ligne de train française : Paris-Saint-Germain-en-Laye et à un des cuisiniers le plus réputés de Paris, Jean-Louis-François Collinet, liant la pomme soufflée au premier retard de train français. Dans la foulée, Le Petit Journal donne la durée du retard : dix minutes, puis fait état de correspondances de lecteurs qui contestent cette origine (« elle est bien plus ancienne ») de la pomme soufflée,.

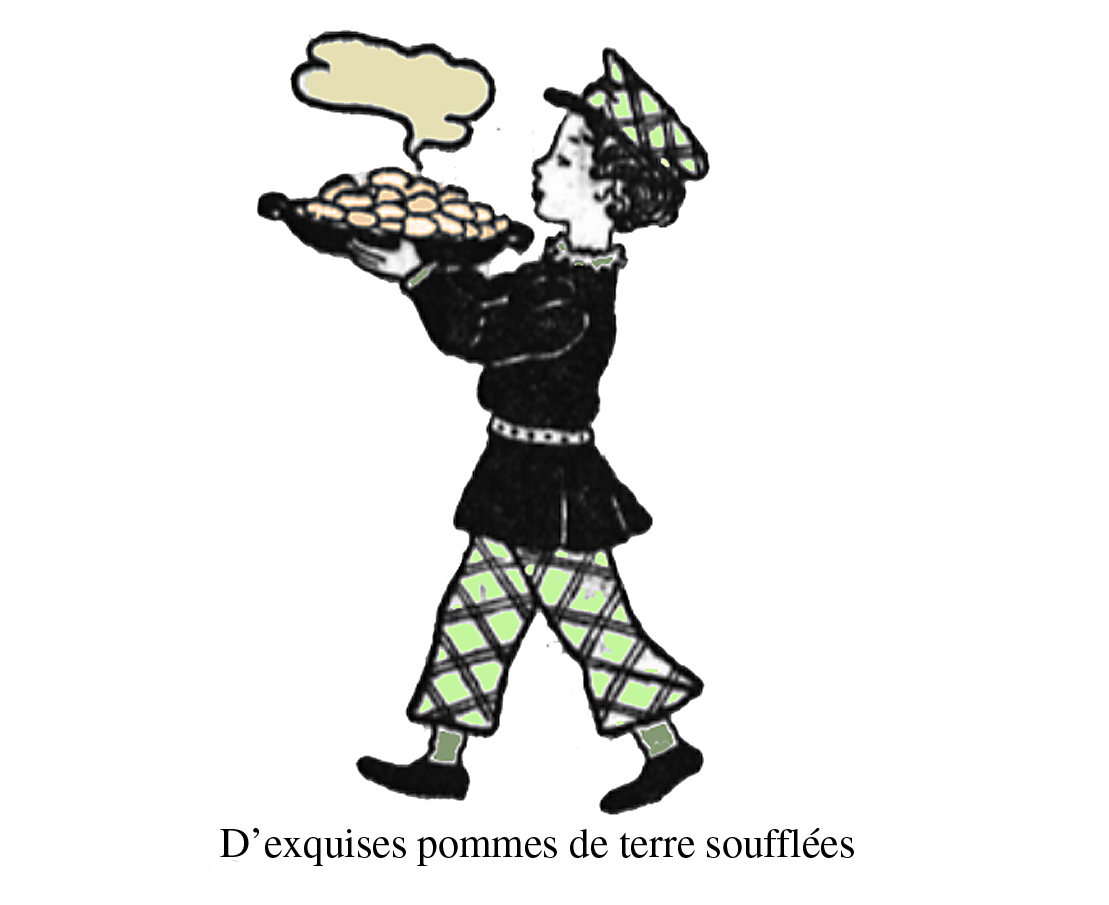
Illustration du Figaro du 20 septembre 1936 : « Le train est en retard ou naissance de la pomme de terre soufflée. »

En 1923, la Gazette de Bayonne rectifie : la première ligne de chemin de fer française était Lyon-Saint-Étienne, c'était à Saint-Étienne que le cuisinier prévenu trop tôt de l'arrivée du train avait fait une double friture (la date d'inauguration donnée est 1823, en réalité c'était en 1835),. Le 24 août 1837, dans le restaurant du débarcadère du Pecq (Yvelines) avait eu lieu une inauguration intime de la ligne de Saint-Germain-en-Laye en présence de la reine Marie-Amélie, de la duchesse d'Orléans et du duc d'Aumale. Il faut attendre 1930 pour que la création des pommes soufflées ait eu lieu pour la reine, et 1936 pour que Le Figaro, dans un article mémorable, (« Le train est en retard ou la naissance des pommes soufflées ») ajoute « la présence du roi Louis Philippe en personne » (« qu'allait dire le roi ? »),,. En 1993, Le Monde donne une dimension littéraire à la légende du train en retard qu'on retrouve maintenant partout mais retire la présence du roi.

### Le hasard et l'observation
Arlette Millard (2005) ajoute que le 24 août 1837, le train de Saint-Germain n'avait pas de retard, que la collation avait été un bref goûter et que le chef Collinet n'était pas encore propriétaire du Pavillon Henri IV dont la pomme soufflée a fait la prospérité. Le baron Brisse (1867) note que le « phénomène du boursouflage de la pomme de terre a souvent dû se produire dans les cuisines par suite de négligence (double friture), un jour, quelque ouvrier attentif en aura été frappé, et une nouvelle recette a surgi ».

## La grande époque de la pomme soufflée

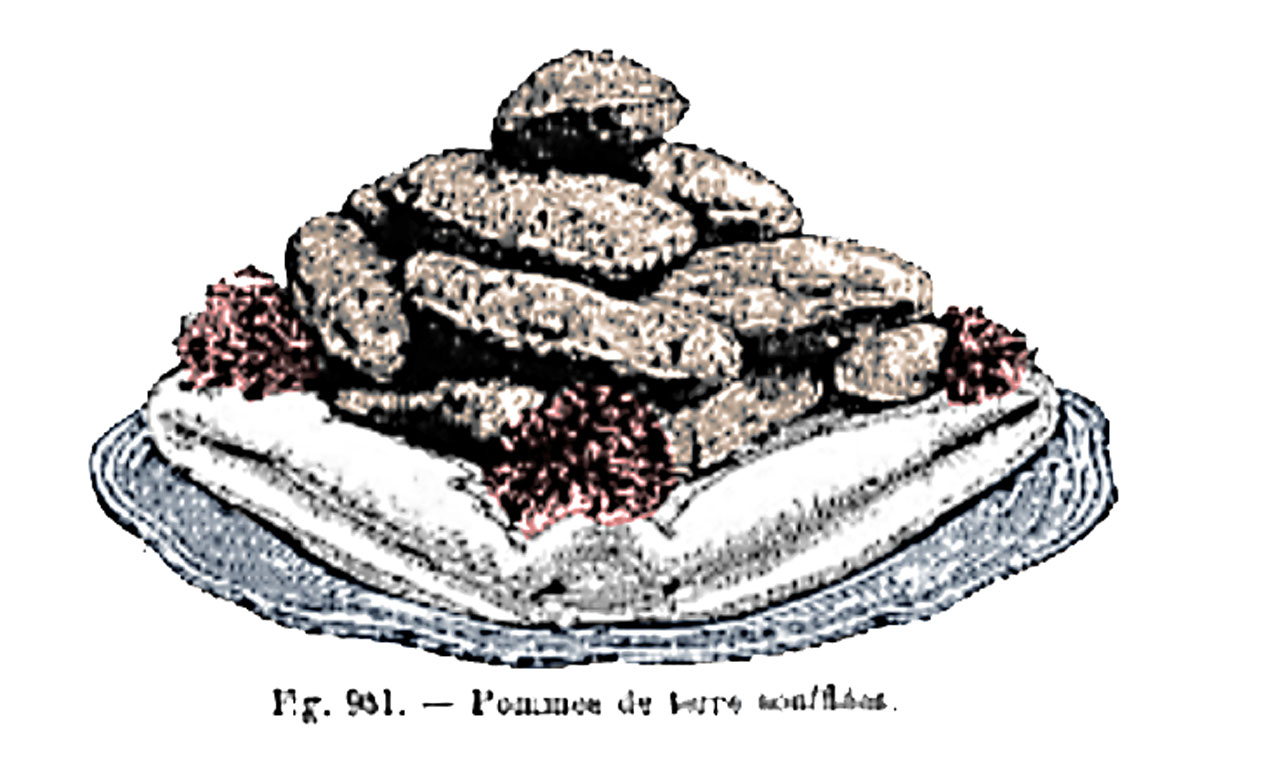
Présentation des pommes soufflées dans le Dictionnaire de cuisine de Joseph Favre (1905).

Même si c'est pour lui inventer une origine, la presse mentionne la pomme de terre soufflée de 1870 à 1940. Autrement dit, l'apogée de la cuisine classique, la cuisine de restaurant, la cuisine d'Escoffier qui en donne diverses variantes : pommes de terre Chatouillard (long ruban de pomme de terre traité avec double friture), pommes de terre Fraise (spirale de pomme de terre soufflée),. Urbain Dubois diffuse la recette et les gestes dès 1868. Joseph Favre (Dictionnaire universel de cuisine, 1905) en donne la recette détaillée en décrivant la fonction de chaque cuisson. Elles sont dans le Larousse ménager en 1926.
D'autre part, elles sont clairement parisiennes.

## Dénomination
Le français « soufflé » se retrouve dans la plupart des traductions : anglais, soufflé potatoes, souffle potato crisps ; allemand, Soufflé-Kartoffeln ; espagnol, patatas suflé ; japonais, ポテトスフレ- ポムスフレ (poteto-sufure, pomu-sufure) ; chinois 蛋奶酥土豆 (dàn nǎi sū tǔdòu),,,.
Dans l'abondante littérature de la pomme soufflée, elle est qualifiée de « divine pomme soufflée », « petite merveille ballonnée, légère, subtile, à la fois vaporeuse et moelleuse,, ».

## Un savoir-faire et des gestes précis

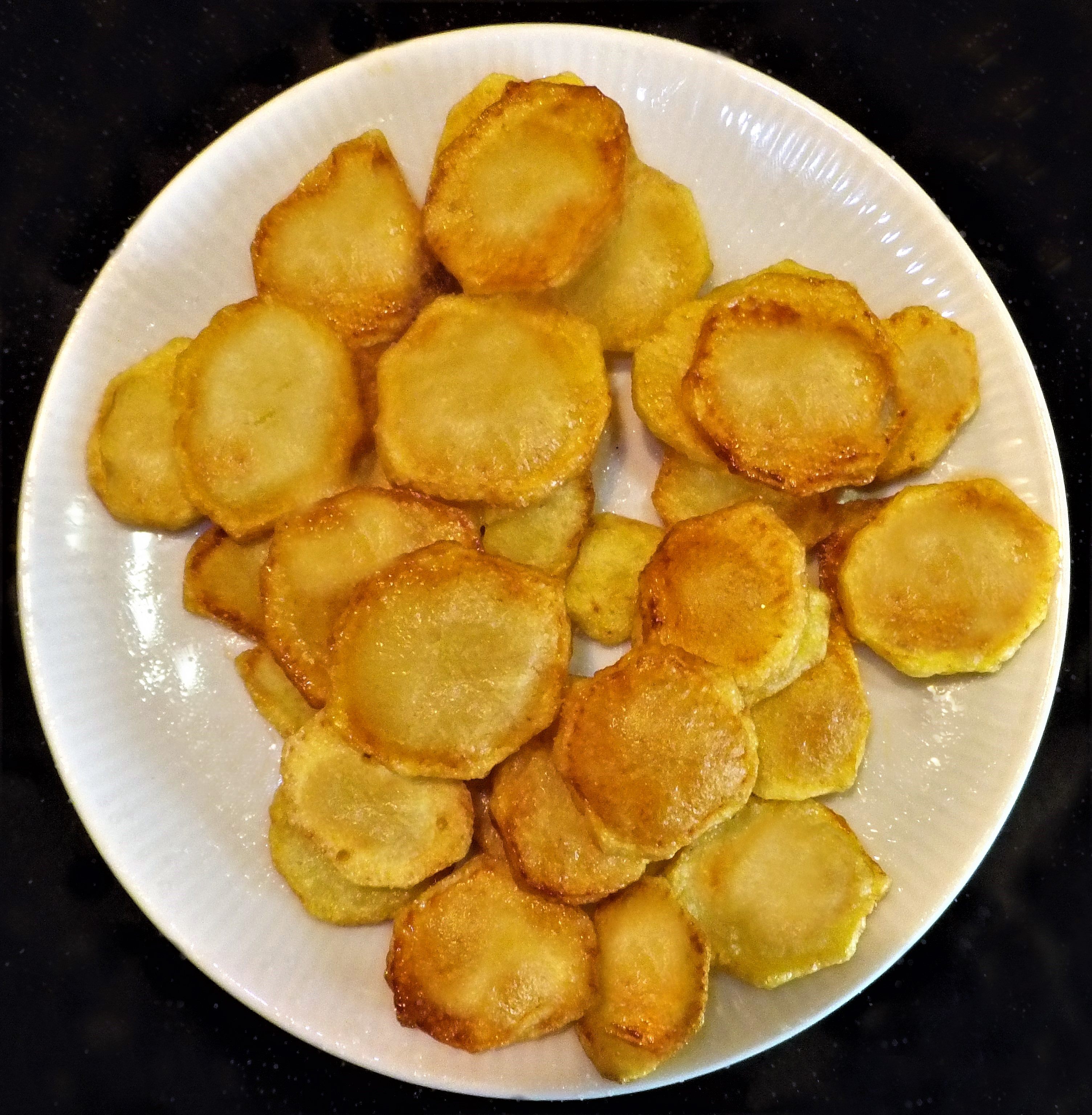
Les pommes soufflées se tranchent dans la longueur et non en rondelles, on voit aussi comme une première cuisson trop chaude les empêche de bien souffler.

La technique précise (demande soin et savoir-faire) de la cuisson des pommes soufflées a longtemps été tenue secrète.
- La variété de pomme de terre est importante, il faut une vieille pomme de terre à chair ferme farineuse de préférence type C (cultivar Agria, Bintje, Béa, Epona, Nicola, Timate…) et de forme allongée[40],[41],[42],[43]. Ces pommes de terres pelées sont débitées dans le sens de la longueur en tranches d'une épaisseur homogène de 3 mm, 1/8 de pouce (éliminer les entames, utiliser une mandoline)[44],[29].
- La cuisson se fait par petites quantités dans une huile à 135 °C, 275 °F (monter le feu quand on met les pommes de terre pour maintenir la température) en tournant sans arrêt pour que les pommes de terre s'entrechoquent[45]. Il se forme une « pellicule élastique, résistante et presque imperméable avant que le centre de la tranche n'ait commencé à cuire, quand la pellicule imperméable est uniformément formée », la sortir de la friture[46]. Durée approximative : 5 min[36]. « La pomme de terre doit rester toujours au contact de l'huile, jamais de l'air. Il faut agiter sans cesse en va-et-vient et ne pas trop cuire la pomme de terre sinon la peau va durcir et ne pourra pas s'écarter lors du deuxième bain[36] ».
- La finition se fait quelques minutes avant de les servir, dans une friture neuve (si possible dans une seconde bassine à friture[47]) à 190 °C, 380 °F par petite quantité (4 selon Frédéric Anton[48]) en poussant avec l'écumoire l'huile chaude sur les pommes de terres de façon que la cuisson se fasse de chaque côté, « jusqu'à ce qu'elles soient soufflées, c'est-à-dire bombées des deux côtés, vides dans le milieu, assez sèches pour se maintenir, et de belle couleur dorée[43] ».
- La couleur varie selon la teneur en sucres solubles d'où l'importance du choix de la variété de pomme de terre et aussi de sa qualité (pas de coups de froid après récolte). Le cultivar Timate « garde une couleur très claire après passage à la friture », dit José Martinez [36].

La principale cause d'échec est la température insuffisante ou excessive des bains de friture.
- En accompagnement, elles sont servies salées[39].

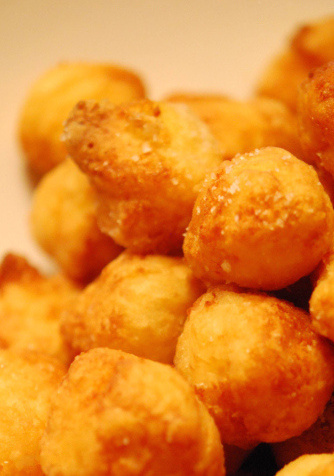
Pommes dauphine, petit souffle.

## Les autres pommes soufflées
- La pomme (fruit) en compote, passée au four couverte d'un appareil à meringue était nommée « pomme soufflée » et constituait un entremets au XVIIIe siècle[50].
- Le soufflé de pommes de terre est un classique de la cuisine bourgeoise (purée de pommes de terre et œufs) qui existait aussi sous forme sucrée[51],[52].
- Confusion avec pommes dauphines : la pomme dauphine (purée de pommes de terre et de pâte à choux en boulettes frites) est croquante, légèrement soufflée mais substantielle[53]. La pomme soufflée est vide, un souffle, un sommet de croquant et de légèreté.

## Que boire avec les pommes soufflées?
Dans la mesure où les pommes soufflées sont servies en garniture d'une pièce de bœuf (Chateaubriand, béarnaise, pommes soufflées), côtelettes ou autre viande, l'accord du vin et des mets privilégie l'accord avec la viande en question (chateaubriand et vieux bourgogne, entrecôte avec cresson et pommes soufflées et vosne-romanée,). On lit qu'elles se marient avec du vin rouge sec et jeune (beaujolais nouveau, bugey rouge, hautes-côtes-de-beaune, savoie rouge…).

## Anthologie
- « Les recettes du baron Brisse », La Petite Presse (1867)[24]

« Un soir, chez Bonnefoy, un jeune ménage avec un bel enfant de quatre à cinq ans, et une femme de chambre dont l'éclat du teint ne le cédait en rien à celui de l'enfant, dînaient auprès de moi. On leur servit une magnifique entrecôte de bœuf, garnie de pommes de terre soufflées admirablement réussies. À la vue de ces petits ballons, l'enfant poussa des cris, battit des mains, puis en mangea, en mangea… au grand bonheur de ses charmants parents et à celui aussi de la pimpante soubrette. C'était un ravissant tableau.
— Quel malheur, dit la jeune mère, que Charlotte ne sache pas cuire ainsi les pommes de terre frites !…
— Je leur en eusse de grand cœur immédiatement donné la recette, mais je n'en avais pas de sûre. Depuis, je me la suis procurée ; elle est simple et n'exige que du coup d'œil. »

- Raymond Oliver : refaire les pommes soufflées qu'une télé-auditrice avait ratées[57]

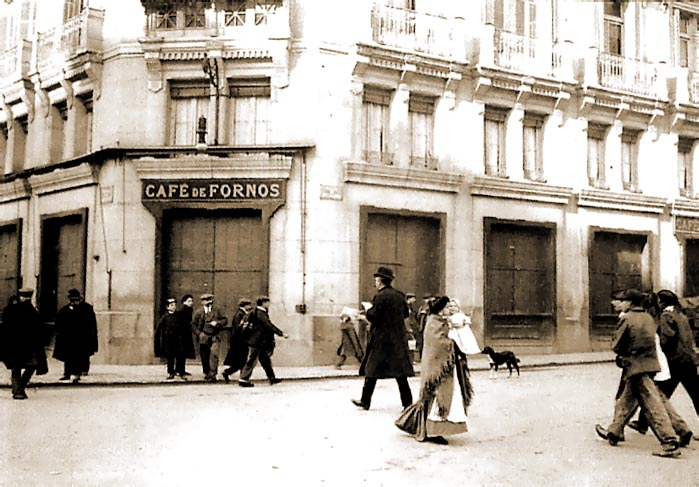
Madrid en 1908 : spécialité de bistec a lo jornos garni de pommes soufflées.

- Germaine Cosson dans Le Progrès de la Côte-d’Or (30 juin 1922)[58]

« On réussit rarement des grosses quantités de pommes soufflées préparées à la fois. Les pommes soufflées sont réservées aux repas qui ne comprennent qu’un petit nombre de convives. »

- Les pommes soufflées se rendirent populaires dans les cafés madrilènes, comme le Café de Fornos, où elles accompagnaient le bistec a lo fornos, un steak avec jambon serrano frit et tranche de langue écarlate[59].